# Genís Blasco Torné
Genís Blasco Torné (Barcelona, 10 d'octubre de 1994) és un futbolista català que juga com a defensa, principalment com a lateral esquerre, a la Unió Esportiva Sant Andreu de la Segona Federació d'Espanya.

## Trajectòria
Va començar a jugar de molt petit a la Penya Barcelonista Barcino, un equip de barri de la seva ciutat natal, on va destacar i va fitxar per les categories inferiors del FC Barcelona. Posteriorment va passar a jugar en el C. E. Europa, on va passar per gairebé totes les categories inferiors, desenvolupant-se com a lateral esquerre. En la seva primera temporada en el filial d'aquest club, i sent defensa, va ser el màxim golejador de la seva lliga i un dels màxims golejadors de la seva categoria a Catalunya. Per això, va ser premiat en els Premis Marca del Futbol Espanyol com a millor lateral esquerre de la temporada.
Després de la seva brillant campanya, va fitxar per l'U. A. Horta, que jugava diverses divisions per damunt, signant així el seu primer contracte professional. Es va guanyar ràpidament el lloc de titular i va signar una altra memorable campanya aconseguint l'ascens i jugant la final de la Copa Catalunya.

### U. E. Sant Andreu
Després de quatre grans temporades a l'Horta, va passar pel Terrassa FC, on també va destacar, va tornar una temporada més al club on va donar el salt, l'Horta, i l'any següent va fitxar per l'A. E. Prat, que jugava una categoria per damunt. Allí hi va estar un any en què va fer un gran paper, i això no va passar desapercebut per a Xavi Molist, el que va ser el seu entrenador a l'Horta, i el va fitxar pel seu actual equip, la U.E. Sant Andreu. En la seva primera temporada va ser una de les peces clau de l'equip, aconseguint un històric ascens, marcant a la final del play-off i sent un dels màxims golejadors de l'equip aquesta temporada tot i jugar en posicions defensives.

### Clubs
| Club             | País      | Anys            |
| ---------------- | --------- | --------------- |
| C.E. Europa      | Catalunya | 2005-2014       |
| U.A. Horta       | Catalunya | 2014-2019       |
| Terrassa FC      | Catalunya | 2019-2020       |
| U.A. Horta       | Catalunya | 2020-2021       |
| A.E. Prat        | Catalunya | 2021-2022       |
| U.E. Sant Andreu | Catalunya | 2022-actualitat |